# Rio Cianod
O Rio Cianod é um rio da Romênia, afluente do Lăzarea, localizado no distrito de Harghita.